# 화악산 (경기/강원)
화악산(華岳山)은 대한민국 경기도 가평군과 강원특별자치도 화천군의 경계에 있는 높이 1,468m의 산이다. 경기도에서 제일 높은 산으로 경기 5악의 하나로 운악산, 관악산, 송악산, 감악산 중에서도 맏형 격인 산이고, 남한에서 10번째 이내에 드는 높이를 자랑한다. 화악산 중턱에 화천과 가평 북면을 이어주는 지방도 노선에 화악터널이 있다. 이 터널은 경기도에서 가장 높은 고지대인 해발 800여m 지점에 완공된 터널이다. 화악산은 경기 육괴 선캄브리아기 경기변성암복합체 미그마타이트(혼성암)질 흑운모 편마암으로 구성된다. 

## 방송 송신 시설
| 디지털TV |                   |          |          |       |                                                                                      |
| 가상채널 | 방송국명          | 호출부호 | 물리채널 | 출력  | 가시청권                                                                             |
| CH 6-1   | G1방송TV          | HLCG-DTV | CH 44    | 2.5㎾ | 춘천, 화천, 철원 일부, 인제 일부, 양구 일부, 홍천 일부, 포천 일부, 가평, 남양주 일부 |
| CH 7-1   | KBS춘천 DTV2      | HLCE-DTV | CH 35    | 2.5㎾ | 춘천, 화천, 철원 일부, 인제 일부, 양구 일부, 홍천 일부, 포천 일부, 가평, 남양주 일부 |
| CH 9-1   | KBS춘천 DTV1      | HLKM-DTV | CH 23    | 2.5㎾ | 춘천, 화천, 철원 일부, 인제 일부, 양구 일부, 홍천 일부, 포천 일부, 가평, 남양주 일부 |
| CH 10-1  | EBS 1TV           | HLQL-DTV | CH 18    | 2.5㎾ | 춘천, 화천, 철원 일부, 인제 일부, 양구 일부, 홍천 일부, 포천 일부, 가평, 남양주 일부 |
| CH 10-2  | EBS 2TV           | HLQL-DTV | CH 18    | 2.5㎾ | 춘천, 화천, 철원 일부, 인제 일부, 양구 일부, 홍천 일부, 포천 일부, 가평, 남양주 일부 |
| CH 11-1  | 춘천MBC DTV       | HLAN-DTV | CH 33    | 2.5㎾ | 춘천, 화천, 철원 일부, 인제 일부, 양구 일부, 홍천 일부, 포천 일부, 가평, 남양주 일부 |
| FM라디오 |                   |          |          |       |                                                                                      |
| 주파수   | 방송국명          | 호출부호 |          | 출력  | 가시청권                                                                             |
| 91.1㎒   | KBS춘천 음악FM    | HLKM-FM  |          | 5㎾   | 강원 영서 북부, 경기 동북부 일부                                                     |
| 96.7㎒   | KFN국군방송       | HLSE-FM  |          | 5㎾   | 강원 영서 북부, 경기 동북부 일부                                                     |
| 98.7㎒   | KBS춘천 제2라디오 | HLCE-SFM |          | 3㎾   | 강원 영서 북부, 경기 동북부 일부                                                     |
| 99.5㎒   | KBS춘천 제1라디오 | HLKM-SFM |          | 5㎾   | 강원 영서 북부, 경기 동북부 일부                                                     |
| 106.5㎒  | EBS FM            | HLQL-FM  |          | 5㎾   | 강원 영서 북부, 경기 동북부 일부                                                     |

## 같이 보기
- 한국의 산
- 가평군의 지질
- 경기 지괴